# Angel Delight
| Recensione | Giudizio |
| ---------- | -------- |
| AllMusic   |          |

Angel Delight è il sesto album discografico dei Fairport Convention, pubblicato dall'etichetta discografica Island Records nel giugno del 1971.
Prima delle registrazioni del disco, Richard Thompson lascia il gruppo per intraprendere una propria carriera musicale, Simon Nicol rimane l'unico membro originale della band.

## Tracce
Lato A
1. Lord Marlborough – 3:21 (Tradizionale; arrangiamento Fairport Convention)
2. Sir William Gower – 4:52 (Tradizionale; arrangiamento Fairport Convention)
3. Bridge Over the River Ash – 2:10 (Tradizionale; arrangiamento Fairport Convention)
4. Wizard of the Worldly Game – 4:00 (Dave Swarbrick, Simon Nicol)
5. The Journeyman's Grace – 4:30 (Dave Swarbrick, Richard Thompson)

Durata totale: 18:53
Lato B
1. Angel Delight – 3:34 (Fairport Convention)
2. Banks of the Sweet Primroses – 4:06 (Tradizionale; arrangiamento Fairport Convention)
3. Instrumental Medley – 3:25 (Tradizionali; arrangiamento Fairport Convention)
4. The Bonny Black Hare – 3:03 (Tradizionale; arrangiamento Fairport Convention)
5. Sickness & Diseases – 3:45 (Dave Swarbrick, Richard Thompson)

Durata totale: 17:53
Edizione CD del 2004, pubblicato dalla Island Records (982 150-0)
1. Lord Marlborough – 3:24 (Tradizionale; arrangiamento dei Fairport Convention)
2. Sir William Gower – 4:54 (Tradizionale; arrangiamento dei Fairport Convention)
3. Bridge Over the River Ash – 2:12 (Tradizionale; arrangiamento dei Fairport Convention)
4. Wizard of the Worldly Game – 4:04 (Dave Swarbrick, Richard Thompson)
5. The Journeyman's Grace – 4:31 (Dave Swarbrick, Richard Thompson)
6. Angel Delight – 4:06 (Fairport Convention)
7. Banks of the Sweet Primroses – 4:12 (Tradizionale; arrangiamento dei Fairport Convention)
8. Instrumental Medley – 3:25 (Tradizionali; arrangiamento Fairport Convention)
9. The Bonny Black Hare – 3:04 (Tradizionale; arrangiamento dei Fairport Convention)
10. Sickness & Diseases – 3:46 (Tradizionale; arrangiamento dei Fairport Convention)
11. The Journeyman's Grace – 3:53 (Dave Swarbrick, Richard Thompson) – Bonus Track - Registrato il 12 novembre 1970 nel programma della BBC Radio Sound of the Seventies

Durata totale: 41:31

## Musicisti
Lord Marlborough
- Dave Swarbrick - fiddle, voce solista
- Simon Nicol - chitarre, dulcimer, accompagnamento vocale
- Dave Pegg - basso, accompagnamento vocale
- Dave Mattacks - batteria, accompagnamento vocale

Sir William Gower
- Simon Nicol - chitarre. voce solista
- Dave Swarbrick - mandolino, accompagnamento vocale
- Dave Pegg - basso, accompagnamento vocale
- Dave Mattacks - batteria

Bridge Over the River Ash
- Dave Swarbrick - violino
- Dave Pegg - violino
- Simon Nicol - viola
- Dave Mattacks - basso

Wizard of the Worldly Game
- Dave Swarbrick - voce solista
- Simon Nicol - chitarre, accompagnamento vocale
- Dave Pegg - basso, accompagnamento vocale
- Dave Mattacks - batteria, pianoforte, accompagnamento vocale

The Journeyman's Grace
- Dave Swarbrick - fiddle, voce solista
- Simon Nicol - chitarre, accompagnamento vocale
- Dave Pegg - basso, accompagnamento vocale
- Dave Swarbrick - batteria, accompagnamento vocale

Angel Delight
- Dave Swarbrick - mandolino, accompagnamento vocale
- Simon Nicol - chitarre, accompagnamento vocale
- Dave Pegg - basso, accompagnamento vocale
- Dave Mattacks - batteria, accompagnamento vocale

Banks of the Sweet Primroses
- Dave Swarbrick - viola, accompagnamento vocale
- Simon Nicol - chitarre, accompagnamento vocale
- Dave Pegg - basso, accompagnamento vocale
- Dave Mattacks - batteria, accompagnamento vocale

Instrumental Medley: The Cuckoo's Nest / Hardiman the Fiddler / Papa Stoor
- Dave Swarbrick - fiddle, mandolino, cukoo
- Simon Nicol - chitarra
- Dave Pegg - basso
- Dave Mattacks - batteria, percussioni

The Bonny Black Hare
- Dave Swarbrick - fiddle, mandolino, voce
- Simon Nicol - dulcimer, basso
- Dave Pegg - viola
- Dave Mattacks - batteria

Sickness & Diseases
- Dave Swarbrick - mandolino, voce solista
- Simon Nicol - chitarra, accompagnamento vocale
- Dave Pegg - basso, chitarra solista, accompagnamento vocale
- Dave Mattacks - batteria, percussioni, accompagnamento vocale

Musicista aggiunto:
- Richard Thompson - chitarra (brano bonus CD: The Journeyman's Grace)

## Classifica
Album
| Anno | Classifica            | Posizione raggiunta |
| ---- | --------------------- | ------------------- |
| 1971 | Official Albums Chart | 8                   |
| 1971 | Billboard 200         | 200                 |